# Перевісьєвське сільське поселення
Переві́сьєвське сільське поселення (рос. Перевісьєвське сельское поселение) — муніципальне утворення у складі Атюр'євського району Мордовії, Росія. Адміністративний центр — село Перевісьє.

## Населення
Населення — 385 осіб (2019, 505 у 2010, 521 у 2002).

## Склад
До складу поселення входять такі населені пункти:
| Населений пункт      | Населення, осіб (2002) | Населення, осіб (2010) |
| -------------------- | ---------------------- | ---------------------- |
| Духонькіно, присілок | 259                    | 246                    |
| Перевісьє, село      | 215                    | 212                    |
| Перевісьє, присілок  | 47                     | 47                     |